# Xã Toby, Quận Clarion, Pennsylvania
Xã Toby (tiếng Anh: Toby Township) là một xã thuộc quận Clarion, tiểu bang Pennsylvania, Hoa Kỳ. Năm 2010, dân số của xã này là 991 người.